# Private Party
Private Party es un tag team de lucha libre profesional formada por Isiah Kassidy y Marq Quen y que, actualmente, trabaja para All Elite Wrestling. Además, tuvieron pasos por Combat Zone Wrestling (CZW), House of Glory (HOG) y en el circuito independiente desde su debut en 2015.

## Historia

### Circuito independiente (2015-2019)
Private Party hizo su debut para House of Glory (HOG) el 21 de agosto de 2015, donde derrotaron a Josh Glide y TJ Marconi. En diciembre de ese año, ganaron el HOG Tag Team Championship. Perdieron los títulos de The Hardy Boyz en agosto de 2016. El equipo más tarde ganaría varios otros campeonatos, incluido el Campeonato Fight The World Tag Team, el GCW Tag Team Championship, el Pro Wrestling Magic Tag Team Championship y los Campeonatos en Parejas de WOW de Warriors of Wrestling. Private Party también hizo varias apariciones en Combat Zone Wrestling (CZW) entre 2016 y 2018.

### All Elite Wrestling (2019-presente)
El 22 de abril de 2019, se anunció que Private Party había firmado con All Elite Wrestling (AEW). El equipo debutaron en Fyter Fest el 29 de junio, donde perdieron ante Best Friends (Chuck Taylor & Trent Beretta) en un combate por equipos de triple amenaza que también involucró a SoCal Uncensored (Frankie Kazarian & Scorpio Sky). El 31 de agosto en el pre-show de All Out, Private Party derrotó a The Hybrid 2 (Angélico & Jack Evans). Private Party compitió en un torneo para determinar los primeros Campeones Mundiales en Parejas de AEW, derrotando a The Young Bucks (Matt & Nick Jackson) en la primera ronda, pero finalmente perdió ante los Lucha Brothers (Fénix & Pentagón Jr.) en las semifinales. El 9 de noviembre en Full Gear, Private Party no pudieron ganar los títulos de SoCal Uncensored en un combate que también involucró a los Lucha Brothers.

### Impact! Wrestling (2021)
Debutaron en el Impact! del 19 de noviembre, más tarde esa noche derrotaron a Chris Sabin & James Storm ganando un oportunidad a los Campeonatos Mundiales de Impact! en No Surrender.

## Vidas personales
Isiah Kassidy nació el 10 de julio de 1997 en la ciudad de Nueva York. Marq Quen nació como DeQuentin Redden el 12 de abril de 1994, también en la ciudad de Nueva York.

## Campeonatos y logros
- AEW
  - Campeonato Mundial en Parejas de AEW (1 vez)

- Fight the World Wrestling
  - FTW World Tag Team Championship (1 vez)[4]

- Game Changer Wrestling
  - GCW Tag Team Championship (1 vez)[5]

- House of Glory
  - HOG Tag Team Championship (1 vez)[19]

- Pro Wrestling Magic
  - PWM Tag Team Championship (1 vez)[6]

- Warriors of Wrestling
  - WOW Tag Team Championship (1 vez)[7]